# 中野加奈子
中野 加奈子（なかの かなこ）は、日本の女性声優、ナレーター。事務所有限会社ワイワイワイ所属。以前はタカラ、2018年までは大阪テレビタレントビューローに所属していた。

## 出演

### ゲーム
- ザ・キング・オブ・ファイターズシリーズ（1999年 - 2020年、包[1]）

### ラジオ
- MBSラジオ
  - ありがとう浜村淳です（ありがとうギャルズ）
  - 板東英二金曜生BAN BAN（リポーター）
  - ありがとう浜村淳です土曜日です（2014年3月よりアシスタント）
- ラジオ関西
  - チャチャラジオ 岩ちゃん（パートナー）
  - 田辺眞人のまっこと！ラジオ（2023年1月6日～、アシスタント）
  - 歌声は風にのって（番組MC、2023年1月6日～）金曜日担当
- ABCラジオ
  - とびだせ!夕刊探検隊（リポーター）
  - 征平・吉弥の土曜も全開!!（リポーター）
  - アナウンス（提供クレジット）業務
  - アナウンス（CM）業務
- Kiss FM KOBE
  - KOBE　WEEKEND　STAGE（DJ）
- USEN
  - リクジャム（DJ）

### テレビ
- 関西テレビ
  - 真夜中市場〜ハイヒールの眠れない夜〜（デモンストレーター）
- ショップチャンネル
  - 商品アドバイザー

### CM
- フロムA（CMソング）
- キンキホーム（CMソング）
- バイエル薬品（CMソング）
- サンライズ（CMソング）
- 四電エナジーサービス（キャラクターボイス）
- NTT西日本
- 日本盛
- ミツハシスポーツ
- 阪急三番街
- H.I.S.
- タキイ種苗

### VPナレーション
- au
- 朝日新聞高校野球宣伝カー
- タキイ種苗
- LOCUS